# Davejean
Davejean település Franciaországban, Aude megyében. Lakosainak száma 147 fő (2022. január 1.). Davejean Dernacueillette, Félines-Termenès, Laroque-de-Fa, Maisons és Palairac községekkel határos.

## Népesség
A település népességének változása:
| Lakosok száma | 144  | 112  | 130  | 107  | 116  | 116  | 117  | 115  | 114  | 147  |
|               | 1968 | 1982 | 1990 | 2006 | 2013 | 2015 | 2017 | 2019 | 2020 | 2022 |